# Segarcea
Segarcea ist eine Kleinstadt im Kreis Dolj in der Kleinen Walachei in Rumänien.

## Lage
Segarcea liegt auf einem Plateau im Westen der Walachischen Tiefebene etwa 30 km nördlich der Donau. Die Kreishauptstadt Craiova befindet sich etwa 25 km nördlich.

## Geschichte
Auf dem Territorium der heutigen Stadt stammen die ältesten archäologischen Funde aus der Zeit der Geten und Daker. Darüber hinaus wurde eine Münze aus der Zeit des römischen Kaisers Hadrian (117–138) entdeckt.
Die älteste urkundliche Erwähnung einer Grundherrschaft Segarcea stammt aus dem Jahr 1416, während der Herrschaft des walachischen Fürsten Mircea cel Bătrân. Ein Ort gleichen Namens ist explizit seit 1557 nachgewiesen. Die Einwohner beschäftigten sich zunächst vorrangig mit der Viehzucht. Während dieser Zeit entstand in Segarcea ein Kloster, das zusammen mit dem Ort im Jahr 1620 dem Patriarchat in Alexandria geschenkt wurde. Auf den Äckern wurde bis zum Ende des 17. Jahrhunderts vorwiegend Hirse, seitdem Mais angebaut.
1792 erhielt Segarcea das Recht, Märkte abzuhalten. 1854 kam es im Ort zu einem Aufstand der Leibeigenen. Durch die Agrarreform 1864 wurde die Leibeigenschaft aufgehoben. 1884 entstand in Segearcea ein großes königliches Gut.
In der Nähe des Ortes besaßen während des Zweiten Weltkrieges deutsche Truppen einen Stützpunkt, der der Funküberwachung und der Luftraumbeobachtung diente.
Nach dem Krieg erfolgte die Verstaatlichung des königlichen Gutes. 1950 wurde Segarcea Sitz eines Rajons. Es verlor diesen Status im Zuge der Verwaltungsreform 1968, wurde aber gleichzeitig zur Stadt erklärt. Seitdem entwickelte sich Segarcea zu einem lokalen industriellen Zentrum. Der wichtigste Wirtschaftszweig ist jedoch weiter die Landwirtschaft, insbesondere der Weinbau.

## Bevölkerung
1930 lebten in Segarcea etwa 6350 Einwohner, darunter 250 Roma, die übrigen Rumänen. Bei der Volkszählung 2002 wurden in der Stadt 8066 Einwohner registriert, darunter 7044 Rumänen und 1013 Roma. Von den 7019 registrierten Einwohnern der Kleinstadt waren 5920 Rumänen, 816 Roma, drei bezeichneten sich als Magyaren und restliche machten keine Angaben zu deren Ethnie.

## Verkehr
Segarcea liegt an der Bahnstrecke zwischen Craiova und Calafat; in beide Städte bestehen mehrmals täglich Zugverbindungen. Die Bahnlinie ist insbesondere für den Güterverkehr in Richtung Bulgarien wichtig und wird an Bedeutung weiter zunehmen, wenn ca. ab 2010 eine Donaubrücke zwischen Calafat und Vidin errichtet wird.

## Sehenswürdigkeiten
- Kloster Segarcea (16.–19. Jahrhundert)
- Kirche Adormirea Maicii Domnului (17./18. Jahrhundert)

## Persönlichkeiten
- Vintilă Horia (1915–1992), mit bürgerlichem Namen Gheorghe Caftangioglu war Schriftsteller, Diplomat und Journalist[5]
- Ștefan Grigorie (* 1982), Fußballspieler